# Józef Korzeniowski
Józef Korzeniowski (n. 19 martie 1797 - d. 17 septembrie 1863) a fost un scriitor polon.
Este considerat reprezentantul cel mai proeminent al romanului de tip Biedermeier și creator de frunte al dramei romantice, precursor al realismului social și al pozitivismului.
A scris drame ale libertății, cu acțiune vie și caractere bine conturate, comedii grațioase și romane de observație socială sub influența lui Balzac.

## Scrieri
- 1840: Muntenii din Carpați ("Karpaccy górale")
- 1844: Domnișoara căsătorită ("Panna mężatka")
- 1845: Speculantul ("Spekulant")
- 1847: Nobilimea satului ("Kollokacja")
- 1857: Părinții ("Krewni").